# Hasła (film)
Hasła (tytuł oryginalny: Parullat, inny tytuł: Slogans) – albańsko-francuski film fabularny z roku 2001 w reżyserii Gjergja Xhuvaniego na podstawie opowiadań Ylljeta Aliçki, wydanych w Polsce pod tytułem Kompromis.

## Opis fabuły
Głównym bohaterem filmu jest Andrea, nauczyciel, który przyjeżdża w latach 70. XX w. z Tirany do małej wiejskiej szkoły w okresie rządów Envera Hodży. Jednym z zadań, jakie otrzymuje (podobnie jak i inni nauczyciele) jest budowanie wraz z uczniami wielkich haseł z kamieni na zboczu góry. Hasła przydzielane przez dyrektora szkoły są cytatami z przywódców partyjnych albo typowymi propagandowymi sloganami. Sprawa haseł traktowana jest ze śmiertelną powagą przez władze szkoły i władze partyjne, a za uchybienia grożą sankcje karne. Równie absurdalne są przygotowania do wizyty we wsi (a właściwie przejazdu przez wieś) wysokiego funkcjonariusza partii komunistycznej. Klimat zastraszenia, typowy dla okresu lat 70. jest widoczny szczególnie podczas przesłuchania ucznia, którego przejęzyczenie zostało potraktowane jako antypaństwowa wypowiedź, godząca w sojusz Albanii z Chinami.
Film nawiązuje także do sytuacji społecznej osób o niewłaściwym (ideologicznie) pochodzeniu. Scena obrad trybunału ludowego, choć wykracza poza literacki pierwowzór jest próbą ukazania specyfiki albańskiego komunizmu. Niezwykle interesujące jest także przedstawienie brygady robotniczej, do której trafia za niewłaściwą postawę ideologiczną nauczyciel Andrea, skazany na czasową reedukację.
Film był wyświetlany w 35 kinach francuskich. Przez 10 dni wyświetlano go także w Tiranie, potem w innych miastach Albanii. W Polsce nie był wyświetlany w kinach, a jedynie na pokazach zamkniętych (pierwszy odbył się 14 października 2001 w ramach Warszawskiego Festiwalu Filmowego). Strona albańska wyselekcjonowała Hasła jako kandydata do nagrody Amerykańskiej Akademii Filmowej dla najlepszego filmu nieanglojęzycznego, ale film nie znalazł się w gronie nominowanych.

## Obsada
- Artur Gorishti jako Andrea
- Luiza Xhuvani jako Diana
- Festim Çela jako Festim
- Birçe Hasko jako Sabaf, sekretarz organizacji partyjnej
- Niko Kanxheri jako pasterz Selman Tosku
- Agim Qirjaqi jako Dyrektor szkoły
- Rita Lati jako Lumja (brygadzistka)
- Robert Ndrenika jako Llesh
- Fadil Kujovska jako Pashku
- Marko Bitraku jako Gjin
- Mirjana Dedi jako Mira

## Nagrody
Festiwal Filmowy w Bratysławie
- za najlepszą reżyserię

Festiwal Filmowy w Cannes
- Nagroda Młodych dla najlepszego filmu zagranicznego

Festiwal Młodego Kina Europejskiego w Cottbus
- za najlepszą reżyserię

Festiwal Filmowy w Tokio
- Grand Prix
- dla najlepszej aktorki Luiza Xhuvani
- dla najlepszego reżysera Gjergj Xhuvani